# Partidul Național Țărănesc Maniu-Mihalache
Partidul Național Țărănesc Maniu-Mihalache (PNȚMM) este un partid politic extraparlamentar de centru, pro-european și creștin democrat din România, unul dintre cele două partide politice desprinse din Partidul Național Țărănesc Creștin Democrat (PNȚCD), condus actualmente de Aurelian Pavelescu, împreună cu Alianța Național Țărănistă (ANȚ), condusă de fostul deputat PNȚCD în legislatura 1996–2000 Radu Ghidău. De asemenea, acest partid politic aderă la liberalismul economic și susține revenirea la monarhia constituțională în România precum si apartenența Românei în cadrul NATO și parteneriatul strategic special cu Statele Unite ale Americii (SUA). În cadrul alegerilor parlamentare din 2024, partidul a participat într-o alianță electorală de centru-dreapta liberal-conservatoare cunoscută ca Alianța Forțelor de Dreapta Liberal-Conservatoare (AFDLC) și a susținut inițial candidatura la alegerile prezidențiale din 2024 a lui Ludovic Orban, fost premier PNL al României între 2019 și 2020, în timpul pandemiei de COVID-19. Ulterior, după retragerea lui Ludovic Orban din cursa electorală pentru Palatul Cotroceni în favoarea candidatei Uniunii Salvați România (USR), Elena Lasconi, Partidul Național Țărănesc Maniu-Mihalache (PNȚMM) a susținut, ca parte a Alianța Forțelor de Dreapta Liberal-Conservatoare (AFDLC), candidatura Elenei Lasconi pentru funcția de președinte al României.

## Istoric
Conform website-ului oficial al partidului, Partidul Național Țărănesc Maniu-Mihalache (PNȚMM) este un partid politic care a rezultat din fuziunea dintre acesta și Partidul Corectei Guvernări (PCG), totodată revendicându-se drept „continuatorul autentic al Partidului Național Țărănesc Creștin-Democrat (PNȚCD) din anii 1990, condus de seniorul Corneliu Coposu, partid care, la rândul său, este continuatorul Partidului Național Țărănesc (PNȚ) din perioada interbelică, condus de Iuliu Maniu și Ion Mihalache”.
În cadrul alegerilor parlamentare din 2020, partidul a obținut 0,05% din voturile valabil exprimate atât la Camera Deputaților cât și la Senat, fiind astfel sub pragul electoral de 5%. 4 ani mai târziu, ca Alianța Forțelor de Dreapta Liberal-Conservatoare (AFDLC) care a candidat oficial pe Forța Dreptei (FD), PNȚMM a obținut, împreună cu celelalte partide constitutive ale acestei alianțe electorale, i.e. Partidul Mișcarea Populară (PMP) și Alternativa Dreaptă (AD), 2,05% la Camera Deputaților respectiv 1,88% la Senat, situându-se astfel tot sub pragul electoral de accedere în Parlamentul României.

## Ideologie
Partidul Național Țărănesc Maniu-Mihalache (PNȚMM) se revendică din tradiția creștin-democrată și național-țărănistă interbelică, având ca repere ideologice gândirea și activitatea politică a liderilor istorici Iuliu Maniu și Ion Mihalache. Formațiunea promovează valorile democrației constituționale, ale economiei sociale de piață și ale unei societăți fundamentate pe principiile moralei creștine.
Partidul pledează pentru conservarea identității naționale, respectarea tradițiilor și întărirea familiei ca element fundamental al societății. PNȚMM se opune așa-numitului neomarxism cultural și corectitudinii politice excesive, promovând în schimb meritocrația, proprietatea privată și implicarea civică.
Pe plan geopolitic, partidul se poziționează ferm în favoarea apartenenței României la NATO și Uniunea Europeană, susținând însă o politică externă activă, în interesul național, care să afirme valorile și aspirațiile poporului român în cadrul structurilor occidentale.
Unul dintre obiectivele partidului este realizarea unirii Republicii Moldova cu România, considerată o datorie istorică și un act de dreptate națională. Liderii PNȚMM afirmă că „vindecarea rănilor istoriei” și reîntregirea neamului românesc reprezintă priorități strategice, blocate în trecut de regimurile postcomuniste.

## Conducere
În prezent, partidul este condus ad interim/interimar de Mircea Taloș, președinte executiv.